# Sida Košutić
Sida Košutić (Radoboj, 20. ožujka 1902. – Zagreb, 13. svibnja 1965.) bila je hrvatska pjesnikinja i urednica. Pisala je pjesme, pripovijetke, romane, drame, lirsku prozu, književne prikaze i eseje. Jedna je od najsitaknutijih hrvatskih književnica prve polovine 20. stoljeća.

## Životopis
Rođena je 10. ožujka 1902. u mjestu Radoboju kod Krapine. Pučku školu završila je u rodnome Radoboju, a prvi razred gimnazije u Krapini. Školovanje je nastavila u Zagrebu te je 1921. stekla zvanje učiteljice. Od 1922. do 1939. bila je zaposlena kao službenica u Financijskom ravnateljstvu te u Gradskom poglavarstvu u Zagrebu.
Bila je glavna urednica „Hrvatskog ženskog lista“ od 1939. godine. Prethodno je od prosinca 1938. do ožujka 1939. bila glavna urednica „Novog ženskog lista“.
Od 1945. je bila lektor u Nakladnom zavodu Hrvatske, Vjesniku i Seljačkoj slozi u Zagrebu.
Zbog odbijanja supotpisivanja zahtjeva za izricanje smrtne presude nadbiskupu Alojziju Stepincu 1946. godine, dobila je otkaz u Nakladnom zavodu Hrvatske. Nakon toga je živjela u javnoj izolaciji. Kasnije joj je bilo ponuđeno objavljivanje novog izdanja njezine trilogije „S naših njiva“ uz uvjet da pristane da se u novom izdanju Božje ime piše malim slovom što je oan odbila.
Umrla je 13. svibnja 1965. godine.
Objavljivala u Hrvatskoj prosvjeti, Hrvatskoj reviji, Hrvatskoj mladosti, Domu i svijetu, Hrvatskoj straži, Za vjeru i dom i drugim listovima.

## Izabrana djela
- K svitanju, Zagreb, 1927.
- Portreti, Zagreb, 1928.
- Jaslice, Zagreb, 1933.
- Plodovi zemlje, 1935./1936.
- Osmijesi, Knjižara Vasić i Horvat, Zagreb, 1940.
- S naših njiva, 1940, 1944, 1999.
- Magle, 1937.
- Vjerenička žetva, Hrvatski izdavalački zavod, Zagreb, 1943.
- Bijele tišine, 1940. – 1944.
- Sluga Vječne Mudrosti, Duhovni život, Zagreb, 1930.
- Mimoza sa smetljišta, 1941, Naklada Mlinarec & Plavić, Zagreb, 2004.
- Različaka čaša, Hrvatska sveučilišna naklada, Zagreb, 1997.
- Vrijeska, Hrvatski državno tiskarski zavod, Zagreb, 1942., ; Kulturno-obrazovno društvo Side Košutić, Radoboj, 2007.
- Solsticij srca, Kršćanska sadašnjost, Zagreb, 2002.
- Velika šutnja, Kršćanska sadašnjost, Zagreb, 2012.
- Jezero mrtvo, Društvo hrvatskih književnika, Zagreb, 1957.
- Breza, Novum, Zagreb, 2005.
- Badnja noć dviju ptica, F.I.L – Art, Krapina, 1994., 1996.
- Jeka sve tiša, 1995.
- Priče, Kršćanska sadašnjost, Zagreb, 2001.

Zastupljena u antologijama, tematskim zbirkama i zbornicima.

### Članci
- Lice, Stjepan. 2015. Sida Košutić: književnost svjetlosti. Kroatologija. Sveučilište u Zagrebu – Fakultet hrvatskih studija. Zagreb. 6 (1–2): 322–341

## Vanjske poveznice
|  | Wikizvor ima izvorni tekst Autor:Sida Košutić      |
|  | Wikicitati imaju zbirke citata o temi Sida Košutić |